# دیوان همایون
دیوان همایون (به ترکی استانبولی: Divan-ı Hümâyûn) یا شورای امپراتوری نام کابینه دولت در امپراطوری عثمانی بود. این دیوان در ابتدا محلی غیررسمی بود برای جمع شدن وزرا در نزد سلطان عثمانی وقت، اما از میانهٔ قرن پانزدهم ترکیب و کارکردش نظام‌مند شد. در این ساختار، وزیر اعظم نمایندهٔ پادشاه و رئیس دولت بود و بر دیگر وزیران که مسؤول مسایل سیاسی و نظامی بودند، و سایر اعظای دیوان که متشکل از قضات نظامی، مسؤولین اقتصادی، فرماندهٔ نیروی دریایی و بیگلربیگی و حاکمان ایالتها و دیگر افراد عثمانی و حتی گاهی هم بر امورات علما هم نظارت می‌کرده و بر سرزمین ریاست می‌کرد و قوی‌ترین شخص دولت بود.

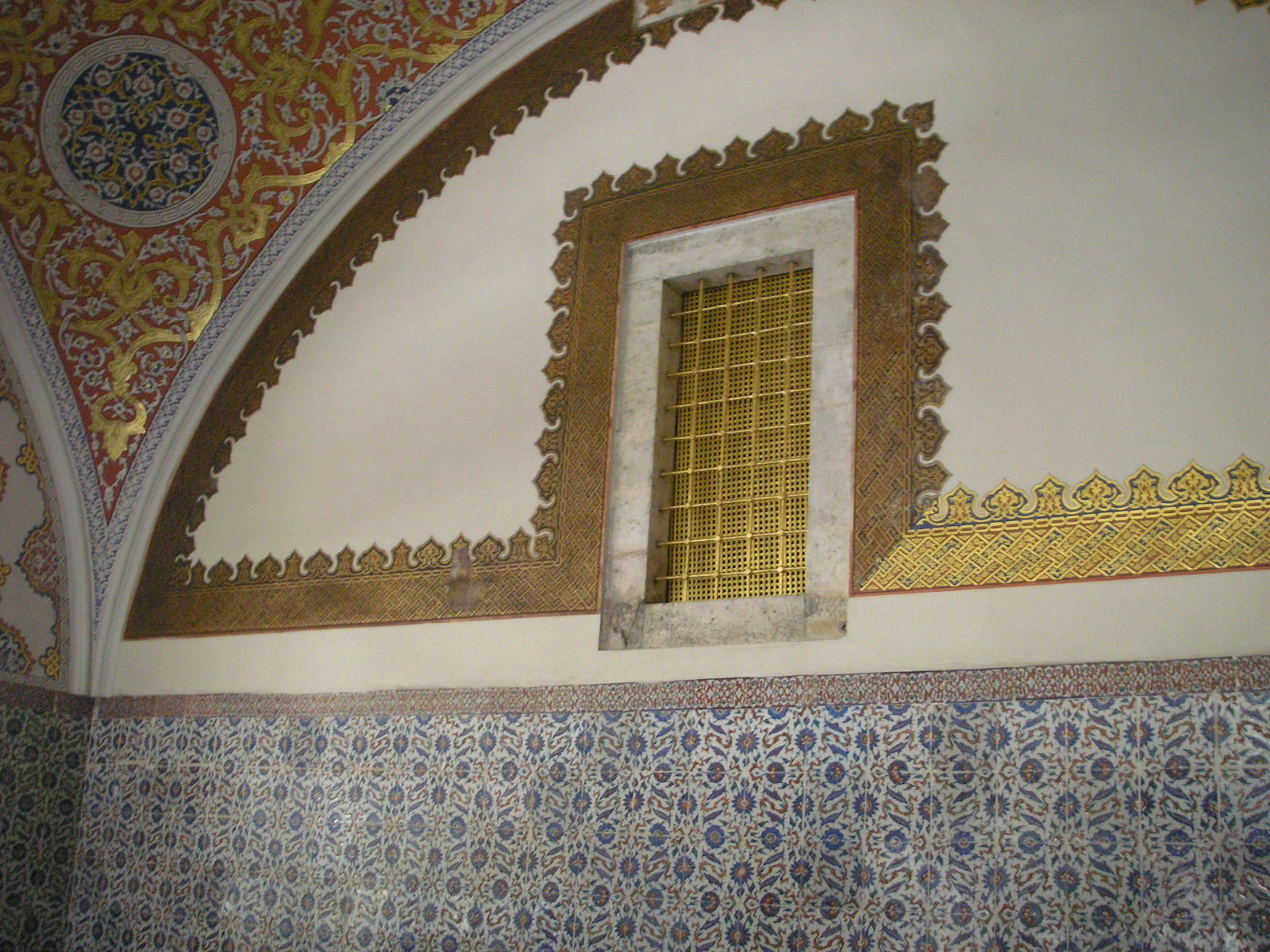
پنجره ای از بالای سر دیوان حضور دارد که در بعضی مواقع سلطان یا بیشتر اوقات والده سلطان و خاصگی سلطان در آن حضور داشتند تا مخاطبان و امور شورای امپراتوری را ببینند و گوش کنند.